# Starmind International
Starmind ist ein Software-Unternehmen mit Sitz in Zürich, Schweiz.

## Produkte
Starmind stellt selbstlernende Know-how-Netzwerke für Firmen zur Verfügung. Mittels Prinzipien der künstlichen Intelligenz analysiert ein Algorithmus Inhalt und Aktivität und leitet Fragen automatisch an Experten innerhalb der Firma weiter. Starmind kann über den Webbrowser sowie über Smartphones abgerufen werden und stellt so Organisationen firmeninternes Fachwissen in Echtzeit bereit. Innerhalb von Konzernen werden für Starmind auch Begriffe wie „Das Gehirn“, „frage das Gehirn“ oder „Firmengehirn“ verwendet. Das Know-how-Management basiert auf der Brain Technology. Seit 2018 ist Starmind auch in der Kommunikationsbranche tätig, indem sie Softwarelizenzen für internationale Kommunikation unter Partnerfirmen vertreibt. Vorerst ist aber nur eine unentgeltliche Demoversion erhältlich.

## Geschichte
Starmind wurde 2010 von Pascal Kaufmann und Marc Vontobel am Labor für künstliche Intelligenz der Universität Zürich gegründet. Der Algorithmus wurde unter Verwendung von neurowissenschaftlichen Erkenntnissen und Forschungsergebnissen zu künstlicher Intelligenz der Eidgenössischen Technischen Hochschule (ETH) in Zürich programmiert und stützt sich auf die Arbeit an virtuellem Hirngewebe und selbstlernenden neuralen Netzwerken. 2012 verlieh Siemens Starmind den Titel „company to watch“, was zu erheblicher Medienaufmerksamkeit führte. 2013 wurde Starmind für mehrere Schweizer sowie internationale Preise nominiert.
Am 12. November 2013 hat die Starmind International AG den Swiss ICT Award in der Kategorie Newcomer gewonnen.
Starmind hat insgesamt 5 Preise seit der Gründung gewonnen:
- 2013: Swiss ICT Newcomer Award[9]
- 2014: Red Herring Europe Award[10]
- 2015: Finalist EY Entrepreneur of the Year[11]
- 2016: Citi Digital Workplace Challenge – Employee's Choice and Mash up Award[12]
- 2017: Alconics: Best AI Breakthrough Award[13]